# Constantin Bălăceanu
Constantin Bălăceanu (d. 1690) a fost un boier din Țara Românească.

## Biografie
Constantin Bălăceanu a fost fiul lui Badea "Ușurelul" Bălăceanu și al Mariei Bălăceanu (n. Cocorăscu). Căsătorit cu Maria, fiica domnului Șerban Cantacuzino, a fost unul dintre solii trimiși de acesta la Viena pentru a negocia cu partida imperială. Moartea domnului și alegerea de către boierii țării a lui Constantin Brâncoveanu în domnie l-au surprins acolo, Bălăceanu făcând eforturi pentru a primi tronul. A murit în Bătălia de la Zărnești, luptând de partea imperialilor împotriva trupelor turcești, tătare și române ale domnului Constantin Brâncoveanu.